# Warhammer Fantasy Roleplay
Warhammer Fantasy Roleplay (WFRP lub WHFRP, z ang. Warhammer, Fabularna Gra Fantasy) – gra fabularna osadzona w świecie Warhammera. Została stworzona przez brytyjską firmę Games Workshop, a obecnie prawa do niej posiada Fantasy Flight Games. Dotychczas ukazały się jej cztery edycje.
Pierwsza edycja systemu słynęła z tego, że ukazywała mroczny i ponury świat. Było to coś zgoła odmiennego od panującej ówcześnie mody na światy bardziej heroiczne. System miał w sobie także dużą dozę czarnego humoru, którym również różnił się od gier pisanych całkowicie „na poważnie”. Był również znacznie lepiej wydany od swoich konkurentów.
W Warhammer Fantasy Roleplay grają najczęściej gracze spoza Stanów Zjednoczonych. Games Workshop musiał wybierać pomiędzy wspomaganiem świata WFRP kolejnymi dodatkami, odsprzedaniem licencji innej firmie lub też całkowitym porzuceniem linii gry i skupieniem się na grach bitewnych.
Najbardziej znaną kampanią wydaną do WFRP był Wewnętrzny wróg. Wszystkie pięć części tej kampanii były z chęcią kupowane przez graczy a sama kampania była oceniana bardzo pozytywnie (najlepiej odnoszono się do trzech pierwszych części kampanii). Ulepszona wersja ostatniego epizodu (Imperium w Płomieniach) miała zostać wydana przez Hogshead Publishing pod tytułem Imperium w Chaosie, jednak nigdy nie ujrzała światła dziennego.
Na potrzeby drugiej edycji gry Black Industries stworzyło nową kampanię o tytule Ścieżki Przeklętych, nie została ona jednak przyjęta tak entuzjastycznie przez fanów i krytyków jak niegdyś Wewnętrzny Wróg. Do drugiej edycji ukazały się także samodzielne przygody takie jak Mousillon – Przeklęte Księstwo czy Groza w Talabheim oraz zbiór przygód (niektóre z nich ukazały się wcześniej do pierwszej edycji) Splądrowane Krypty. Wyszły także podręczniki takie jak Bestiariusz Starego Świata, Zbrojownia Starego Świata, Królestwo Magii oraz dodatki opisujące konkretne krainy Starego Świata – np. Dziedzictwo Sigmara i Rycerze Graala.
Trzecia edycja została wydana przez firmę Fantasy Flight Games, która w 2008 roku nabyła prawa wydawnicze od Games Workshop do różnego rodzaju gier osadzonych w świecie Warhammera, m.in. WFRP.

## Świat
Światem, w którym toczy się rozgrywka w WFRP jest niby-germański i chylący ku upadkowi świat znany z gry bitewnej Warhammer Fantasy Battle. Będąc grą, która koncentruje się na pojedynczych postaciach, a nie na całych armiach, WFRP pokazuje znacznie więcej szczegółów owego świata, niż jego bitewny odpowiednik.
Postacie graczy to najczęściej mieszkańcy państwa zwanego Imperium, krainy umiejscowionej w Starym Świecie, luźno opartego na Świętym Cesarstwie Rzymskim. Inne ważne krainy Starego Świata to Bretonia oparta na średniowiecznej Francji i legendach arturiańskich, Kislev oparty na średniowiecznej Polsce, Czechach i Rosji, Estalia przypominająca Hiszpanię i Tilea przypominająca Włochy.
Świat Warhammer Fantasy Roleplay jest światem „low fantasy” (w odróżnieniu od „high fantasy” znanego np. z Zapomnianych Krain, Dragonlance, Earthdawna i innych popularnych światów, znanych z gier fabularnych). Pod względem chronologicznym można powiedzieć, że świat WFRP jest trochę dalej niż inne światy fantasy – znajduje się bliżej renesansu pod względem rozwoju technologicznego i społecznego. Broń palna jest dostępna (choć droga) a postępujący rozwój kupiectwa wypiera powoli władzę szlachty. Ludzie powszechnie obawiają się magii – nie bez przyczyny zresztą. Niepowodzenia w trakcie rzucania zaklęć mogą spowodować straszliwe skutki tak dla maga, jak i osób postronnych. Długie obcowanie ze sztuką magiczną kończy się najczęściej szaleństwem.
Jednym z najbardziej rozpoznawalnych czynników świata Warhammera jest Chaos. O ile siły Chaosu w Warhammer Fantasy Battle są przedstawione głównie pod postaciami straszliwych mrocznych rycerzy i zwierzoludzi o tyle w Warhammer Fantasy Roleplay jest wewnętrznym zagrożeniem dla całych społeczeństw. Sekretne kulty gnieżdżą się w każdej warstwie społeczeństwa i starają się zniszczyć ład społeczny osiągając tym samym własne, mroczne korzyści. Mutanci żyją w lasach okalających większe miasta zaś skaveni ryją pod nimi tunele.

## Mechanika
Mechanika pierwszej edycji Warhammer Fantasy Roleplay była bardzo podobna do tej, która była używana we wczesnych wersjach Warhammer Fantasy Battle. Ten sam zestaw cech był używany w obu grach jednak niektóre z nich miały zmieniony zakres; 1–10 w WFB i 1–100 w WFRP. W drugiej edycji systemu wszystkie atrybuty mają zakres 1–100. Cechy testuje się za pomocą kości procentowych i dodaje bonusy lub kary wynikające na przykład z posiadania przez gracza odpowiednich umiejętności lub występowania niekorzystnych warunków.
Jedną z najbardziej rozpoznawalnych cech mechaniki pierwszej edycji gry był system rozwoju postaci poprzez przechodzenie przez kolejne profesje. Osiągając kolejną profesję gracz dostawał możliwość wykupienia za punkty doświadczenia charakterystycznych dla niej nowych umiejętności lub też zwiększenia cech postaci (nazywało się to „rozwinięciem” postaci). Lista profesji odzwierciedlała późnośredniowieczny/wczesnorenesansowy charakter Starego Świata. Profesje podstawowe to takie, które każdy mieszkaniec Starego Świata może wykonywać po małym treningu. Profesje zaawansowane to z kolei takie, do wykonywania których należy się solidnie przygotować; są także bardziej odpowiednie (szczególnie w drugiej edycji systemu) dla postaci awanturników w których wcielają się gracze. System związany z profesjami daje zarówno dobry obraz na to, kim kiedyś była dana postać (zanim stała się poszukiwaczem przygód; mogła być na przykład cyrkowcem, strażnikiem dróg, szczurołapem lub chłopem), jak i na to, jak się później rozwijała i które profesje wybierała (mogła wybrać na przykład profesję najemnika, odkrywcy, kapitana statku, łowcy wampirów itp.).
Walka w Warhammer Fantasy Roleplay również wyewoluowała z systemu znanego w grze bitewnej i używanego do rozstrzygania dużych starć. Jest przez to bardziej zabójcza niż w innych systemach fantasy (najczęściej porównuje się ją do tej z Dungeons & Dragons). Większość ludzkich postaci może wytrzymać zaledwie jeden lub dwa ciosy zanim odniesie poważne obrażenia zwane „trafieniem krytycznym”, które oznaczają natychmiastową śmierć, kalectwo lub też inne zdarzenia wyłączające postać z walki. Punkty przeznaczenia obecne w systemie reprezentują z kolei wrodzone szczęście postaci, pomagające im kilkukrotnie uniknąć przykrych dla postaci wydarzeń (okaleczenia lub często nawet śmierci).

## Historia
Warhammer Fantasy Roleplay został po raz pierwszy wydany w 1986 roku przez Games Workshop. Produkt miał w zamierzeniach twórców być swego rodzaju „dodatkiem” do gry bitewnej Warhammer Fantasy Battle. Kilka z pierwszych podręczników (jak na przykład popularne Realms of Chaos) zawierały materiały zarówno do WFRP, jak i WFB. Pojawiła się także konwersja mechaniki między tymi grami. Po wydaniu Wewnętrznego Wroga i kilku innych dodatków (między innymi niezbędnika gracza i ekranu mistrza gry oraz wspomnianych wcześniej Realms of Chaos) Games Workshop podjął decyzję o zawieszeniu linii. Decyzja owa została podjęta w momencie, w którym firma zrozumiała, iż znacznie większe zyski osiąga dzięki grze figurkowej, a nie grze fabularnej; figurki do WFRP sprzedawały się słabo a dodawanie informacji dotyczących WFRP do podręczników do gier figurkowych zwiększało ich sprzedaż w małym stopniu.
Publikacją materiałów do WFRP zajęła się spółka córka Games Workshop, Flame Publications, wydzielona w 1989 roku z zamiarem skoncentrowania się na grze fabularnej. Flame wydało nową serię przygód (kampania Kamienie Zagłady zaadaptowana z modułu do gry AD&D) oraz jeden numer Warhammer Companion – magazynu, który miał w domyśle stać się miesięcznikiem lub kwartalnikiem. W 1992 roku Flame zawiesił działalność ze względu na kłopoty finansowe.
Przez kilka lat Warhammer Fantasy Roleplay trwał w „niebycie”. Zapowiadane wykupienie licencji na grę przez firmę Steve Jackson Games nie doszło do skutku. Na internetowych stronach fanów wciąż pojawiały się nowe materiały (często adaptowane z Warhammer Fantasy Battle) jednak przez kilka lat nie ukazał się żaden oficjalny dodatek.
W 1995 roku brytyjskie wydawnictwo Hogshead Publications otrzymało licencję na wydanie nowych i „odświeżonych” starych materiałów do WFRP. Hogshead wydał odnowioną wersję pierwszej edycji gry i kampanii Wewnętrzny Wróg. Nowe dodatki także się pojawiły (między innymi zapowiadany od 15 lat Realms of Sorcery – dodatek mówiący o magii oraz przygody). Hogshead był jednak w pewien sposób „spętany” restrykcyjną licencją, którą wykupił – zakładała ona między innymi pełne prawa Games Workshop do kreowania wizji świata gry. Games Workshop chciał być pewny, że w WFRP nie będzie żadnych większych odstępstw od świata WFB.
W 2002 roku właściciel Hogshead, James Wallis, sprzedał swoją firmę nowym właścicielom i zwrócił licencję na grę firmie Games Workshop, kolejny raz pozostawiając los Warhammera w niepewnej sytuacji. Kilka projektów, które rozpoczął Hogshead zostało porzuconych – między innymi dodatek o skavenach i odnowienie ostatniej części kampanii Wewnętrzny Wróg.
W roku 2004 Games Workshop zapowiedział, że linia WFRP zostanie kolejny raz wznowiona. Black Industries, jeden z oddziałów Games Workshop, zajął się wydawaniem drugiej edycji gry, stworzonej przez Green Ronin Publishing. Nowa edycja opierała się na tych samych podstawach co pierwsza, stworzona w 1986 roku, zmieniała jednak kilka szczegółów (jak na przykład mechanikę dotyczącą magii). Druga edycja WFRP przenosi także Stary Świat w wydarzenia zgodne z obecną chronologią wydarzeń z gry bitewnej, umiejscawiając wydarzenia po Burzy Chaosu. Podręcznik do nowej edycji ukazał się w marcu 2005 roku. Kolejne dodatki ukazują się w szybkim tempie. Wydanie to ukazało się w Polsce 20 czerwca 2005.

## WFRP w Polsce
WFRP był jedną z pierwszych gier fabularnych na polskim rynku (wyd. 1994), i mimo dużej przerwy między wydaniem pierwszej i drugiej edycji, wciąż cieszy się dużą popularnością. W Polsce pierwszą edycję Warhammer Fantasy Roleplay wydało Wydawnictwo Mag, zaś drugą wydaje obecnie Copernicus Corporation.
Dodatki do świata Warhammera docierały do Polski zawsze z dużym opóźnieniem, dlatego z kolejnymi latami wzrosło znaczenie Internetu jako źródła wiedzy o systemie. Większości nowych, autorskich dodatków dostępnych na stronach WWW zarzucano niski poziom merytoryczny, wynikający z przejaskrawienia znaczenia nowych profesji i potworów oraz zbytniego koncentrowania się na mechanice. Z czasem pojawiły się także tendencje odwrotne, przedkładające styl dramatyczny – popularyzowały je przede wszystkim polskie pisma poświęcone grom fabularnym.
22 kwietnia 2017 Copernicus Corporation, po 10 latach od zamknięcia linii wydawniczej WFRP w Polsce, potwierdziło wydanie 5 nowych dodatków (Thousand Thrones, Lure of the Liche Lord, Realm of the Ice Queen, Tome of Salvation oraz Night’s Dark Masters).

## Podręczniki i dodatki 2 edycji
Warhammer – Fantasy Roleplay – podręcznik podstawowy, wyd. polskie Copernicus Corporation 2005.
Bestiariusz Starego Świata – księga stworów występujących w świecie WH, dodatkowo magia szamańska, większa lista mutacji chaosu.
Księga Spaczenia – dodatek o wszystkim co ma związek z chaosem – kultyści i profesje, mutacje, artefakty chaosu, rozszerzona tradycja magii chaosu, tworzenie zwierzoludzi, charakterystyki demonów, nowe zarazy i choroby umysłu, opis Norski.
Królestwo Magii – dodatek opisujący magię w Starym Świecie, zawiera informacjo dotyczące m.in. Kolegiów Magii, zaklęć, rytuałów, magicznych przedmiotów oraz magii runicznej.
Zbrojownia Starego Świata – w środku: handel, system monetarny, opancerzenie, uzbrojenie, ekwipunek, osobliwości, transport, biznes, pracownicy, skarby.
Dzieci Rogatego Szczura – dodatek o Skavenach (szczuroludziach) – nowa rasa z własnymi profesjami, dodatkowo kilka nowych potworów.
Karak Azgal – dodatek dotyczący krasnoludów oraz skavenów, zielonoskórych i ożywieńców, kilka nowych potworów.
Dziedzictwo Sigmara – przewodnik po imperium. Obejmuje szczegółową historię Imperium, opisy polityki, prawa, religii, szczegółowe opisy wszystkich prowincji, listy miast i wiosek oraz nowe profesje.
Rycerze Graala – szczegółowy przewodnik po Bretonii i prowincjach, kulcie Pani Jeziora. Zawiera nowe potwory, profesje i karty bohaterów niezależnych.
Księga Zbawienia – dodatek rozszerzający opisy bóstw Starego Świata zawarte w podręczniku podstawowym, wprowadzający nowe zaklęcia magii kapłańskiej, oraz dodający nowe profesje związane z religią. Wydanie polskie Copernicus Corporation 2018.
Mroczni Władcy Nocy – dodatek opisujący szczegółowo wampiry oraz nieumarłych w Starym Świecie. Dodaje także kilka nowych ścieżek rozwoju związanych z polowaniem na tego rodzaju istoty. Wydanie polskie Copernicus Corporation 2018.
Poradnik Staroświatowca – zbiór ciekawostek o Starym Świecie i opcjonalnych zasad. Opisuje życie w Imperium, aparat administracyjny, a także kilka wartych uwagi miejsc leżących poza granicami państwa. Wydanie polskie Copernicus Corporation 2019.
Królestwa Renegatów – przewodnik po księstwach granicznych.
Większość wymienionych pozycji zawiera także propozycje przygód związanych z tematyką książki.
Książki zawierające wyłącznie gotowe przygody i scenariusze
- Baronia Przekletych
- Groza w Talabheim
- Splądrowane Krypty
- Pokusa Arcylicza
- Ścieżki przeklętych (kampania) W każdej z książek znajduje się mapa miasta i szczegółowy opis lokacji do scenariusza

1. Popioły Middenheim
2. Wieże Altdorfu
3. Kuźnie Nuln